# Sarah Ferri
Sarah Ferri is een Belgische zangeres, pianiste en componiste.

## Levensloop
Ferri groeide op in een Belgisch-Italiaans gezin in Gent. Ze raakte vroeg gefascineerd door jazzzangeressen Ella Fitzgerald en Billy Holiday en soulzangeres Nina Simone, waardoor ze zelf songs begon te schrijven. Andere inspiratiebronnen waren de gipsyjazz en de folk.
In 2008 deed Ferri mee aan de muziekwedstrijd Jonge Wolven van Trefpunt tijdens de Gentse Feesten, die ze won.
In 2012 verscheen haar debuutalbum Ferritales, een mix van pop, swing en jazz met vooral vrolijke deuntjes.
Het tweede studioalbum Displeasure verscheen half september 2016 en telt, net als haar debuutalbum, twaalf nummers. De toon is wat donkerder.

## Discografie
- Ferritales (2012)

1. On My Own (2:54)
2. Were You There (2:41)
3. A Place on the Moon (3:13)
4. The Man Who Was Bored (3:15)
5. The Jump (4:19)
6. Dancing at the Supermarket (4:04)
7. Boombooling (2:28)
8. Spring Air (2:10)
9. A Jacket for the Cold (1:57)
10. The Hungry Villain (3:43)
11. No One Can See (1:55)
12. This Is a Moment (3:19)

- Displeasure (2016)

1. Displeasure (3:40)
2. When the Giants Play Poker (3:48)
3. God Gave Us a Rainbow (3:37)
4. In My Bunker (4:13)
5. The Moon (4:06)
6. Your Gaze (3:54)
7. She's on Fire (3:11)
8. The Bird with the Broken Wing (3:31)
9. Old Habits (3:06)
10. I'm Tired of Your Game (4:13)
11. Living Water (3:55)
12. Where Home Was (3:34)

## Hitnotaties

### Albums
| Album met hitnotering(en) in de Vlaamse Ultratop 200 albums | Datum van verschijnen | Datum van binnenkomst | Hoogste positie | Aantal weken | Opmerkingen |
| ----------------------------------------------------------- | --------------------- | --------------------- | --------------- | ------------ | ----------- |
| Ferritales                                                  | 06-04-2012            | 14-04-2012            | 15              | 46           |             |
| Displeasure                                                 | 23-09-2016            | 01-10-2016            | 39              | 9            |             |

### Singles
| Single met hitnotering(en) in de Vlaamse Ultratop 50 | Datum van verschijnen | Datum van binnenkomst | Hoogste positie | Aantal weken | Opmerkingen |
| ---------------------------------------------------- | --------------------- | --------------------- | --------------- | ------------ | ----------- |
| On my own                                            | 2012                  | 21-04-2012            | tip18           | -            |             |
| The man who was bored                                | 2012                  | 22-09-2012            | tip41           | -            |             |
| Dancing at the supermarket                           | 2013                  | 26-01-2013            | tip52           | -            |             |